# Санкюлоты

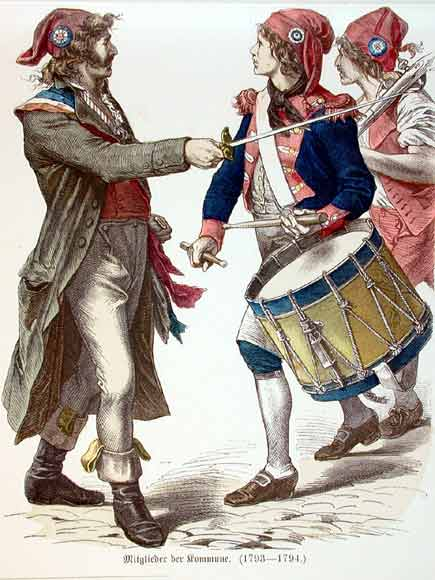
Санкюлот (слева). Фигура справа (с барабаном) — в кюлотах. Гравюра XIX века

Санкюло́ты (фр. sans-culottes — «без кюлотов») — название революционно настроенных представителей городского и отчасти сельского простонародья во время Великой Французской революции, преимущественно работников мануфактур и мастерских, а также других чернорабочих.
Слово происходит от выражения sans culotte, то есть «без кюлот»: в XVIII веке знатные мужчины из высших сословий носили кюлоты с чулками, а бедняки и ремесленники — длинные брюки.
14 июля 1789 года парижане-санкюлоты ворвались в оружейную местного гарнизона и захватили там около 30 тыс. мушкетов. Затем, распределив оружие, парижане пошли на Бастилию. Разгорелось сражение, после которого охрана тюрьмы капитулировала. Восстание охватило всю Францию.
С началом революционных войн в апреле 1792 года санкюлоты формировали костяк Национальной гвардии, в августе штурмовали дворец Тюильри и свергли монархию. После вышеуказанных событий санкюлоты господствовали в революционных органах местного самоуправления.
В июне 1793 года помогли прийти к власти якобинцам и в сентябре вынудили Конвент развернуть террор. С его началом многие государственные служащие стали одеваться «а-ля санкюлот». Сами санкюлоты требовали усиления контроля за ценами и доходами, обвиняя правительство в чрезмерном либерализме.
В 1792—1795 годах санкюлотами стали образно называть любых радикально настроенных революционеров. Санкюлоты поддерживали наиболее левых революционных политиков — Эбера, потом Робеспьера и Комитет общественного спасения.
После падения Робеспьера санкюлоты организовали Прериальское восстание, с разгромом которого перестали играть какую-либо политическую роль.